# Lis stepowy
Lis stepowy, korsak (Vulpes corsac) – gatunek drapieżnego ssaka z rodziny psowatych.
Występuje na stepach i półpustyniach Azji środkowo-wschodniej (Mongolia i północno-wschodnie Chiny) oraz w południowo-wschodniej Europie. Żyje w norach wykopanych przez inne zwierzęta. W odróżnieniu od większości pozostałych psowatych zwinnie chodzi po drzewach. Prowadzi nocny tryb życia.

## Charakterystyka
Ubarwienie szare lub szarobrązowe, brzuch białawy. Jest dobrze przystosowany do gorącego i suchego klimatu. Wytrzymuje długie okresy bez pożywienia i dostępu do wody. Budowa typowa dla gatunków z rodzaju Vulpes. Korsak jest mniejszy od lisa pospolitego, ale ma dłuższe od niego nogi i uszy. Żyje w stadach rodzinnych.
Cechy budowy:
Długość ciała: do 60 cm.
Długość ogona: do 35 cm.
Masa ciała: 4-6 kg.
Pożywienie:
Padlina, drobne kręgowce (gryzonie, ptaki), owady lub owoce.
Ciąża trwa 49-60 dni, samica rodzi od 2 do 11 młodych, przeważnie 5.

## Zagrożenia i ochrona
Stan wielu populacji nie jest dobrze poznany. Pomimo tego gatunek nie jest uważany za zagrożony wyginięciem.